# Всенічне бдіння (музичний твір)
Всенічне бдіння (також Всеношна) — музичний твір, заснований на богослужінні православної церкви, що об'єднувала вечірню і ранкову служби (Всенічне бдіння).

## Історія
Ці твори виникли ще у Візантії в перші століття християнства, традиційне Всенічне бдіння складалося з молитвослів'їв, призначених для читання і співу. Незмінна частина складалася з гімнів і псалмів, а змінна, приурочену до певних свят, — з тропарів і стихиріви. Ранні відомі зразки Всенічного бдіння належать Івану Золотоустому, Івану Дамаскину, Теодору Студиту.
На Русі Всенічне бдіння було введено в XI столітті та упродовж багатьох століть використовувалися в одноголосому знаменні, демественних і путевих розспівах. Право музичного оформлення Всенічного бдіння, як і інших богослужінь, належало виключно служителям церкви. Поступово до кінця XVI утвердилося багатоголосе виконання, а на рубежі XVII—XVIII століть у боротьбі з католицтвом і в прагненні розробити тип співу, відмінний від католицького, — партесний стиль. Інструментальний супровід, як і в інших богослужіннях, не передбачається.

## Відомі Всенічні бдіння
З XVIII століття російські композитори створювали на тексти Всенічного бдіння твори концертного характеру, які могли виконуватися і поза богослужіння; такі «Всенічні бдіння» А. Л. Веделя і С. А. Дегтярьова.
З другої половини XIX століття «Всенічні бдіння» нерідко приймали форму оригінальних хорових творів чи достатньо вільних обробок ранніх розспівів — знаменного, київського чи грецького. Такі «Всенічні бдіння» створили М. М. Іполитів-Іванов, В. І. Рєбіков, А. А. Архангельський, А. Т. Гречанінов та П. Р. Чесноков.
Найкращими зразками цього жанру вважаються «Всенічні бдіння» П. В. Чайковського (1881), А. Т. Гречанінова (1912), Сергія Рахманінова (1915), Раутаваара, Эйноюхани (1971-72, доп. 1996). Твори написані у вільній манері: справжні церковні наспіви поєднуються в них з оригінальними мелодійними структурами.